# Gartow
Gartow är en kommun och ort i Landkreis Lüchow-Dannenberg i förbundslandet Niedersachsen i Tyskland. De tidigare kommunerna Laasche och Nienwalde uppgick i Gartow den 1 juli 1972.
Kommunen ingår i kommunalförbundet Samtgemeinde Gartow tillsammans med ytterligare fyra kommuner.